# Tormenta tropical Beryl (2012)
La Tormenta tropical Beryl fue la tormenta más fuerte, fuera de la temporada de ciclones del Atlántico de 2012 que tocó tierra en Estados Unidos en la historia. El segundo ciclón tropical de la temporada 2012 de huracanes del Atlántico, Beryl desarrolló el 26 de mayo de 2012 a partir de un sistema de baja presión cerca de la costa este de los Estados Unidos. Inicialmente subtropical, la tormenta poco a poco adquirió características tropicales, ya que a través de un seguimiento de las temperaturas más cálidas superficiales del mar y dentro de un entorno de disminución de cizalladura vertical del viento. A última hora del 27 de mayo de Beryl la transición a un ciclón tropical, mientras que menos de 120 millas (190 kilómetros) de norte de Florida. Temprano el 28 de mayo, la tormenta se movía tierra cerca de Jacksonville Beach, Florida, con vientos máximos de 70 mph (110 km / h). Pronto se debilitó a una depresión tropical, y dejó caer fuertes lluvias mientras se mueve lentamente a través del sureste de los Estados Unidos. Un frente frío se volvió la tormenta hacia el noreste, y Beryl se convirtió en extratropical el 30 de mayo.
Beryl produjo fuertes lluvias en Cuba, donde las inundaciones causaron deslizamientos de tierra y dos muertes. Altas cantidades de precipitaciones también afectaron el sur de Florida y las Bahamas. Beryl produjo fuerte oleaje en el sureste de Estados Unidos, una persona fue reportada como desaparecida en Folly Beach, Carolina del Sur. Al tocar tierra en Florida, la tormenta produjo los fuertes vientos que dejaron a 38.000 personas sin electricidad. Las Fuertes lluvias fueron favorables para aliviar las condiciones de sequía y apagar los incendios forestales a lo largo de trayectoria de la tormenta. Un árbol caído mató a un hombre que conducía en el Condado de Orangeburg, Carolina del Sur. En el noreste de Carolina del Norte, Beryl dio lugar a un tornado que arrancó árboles EF1 y decenas de casas dañadas cerca de la ciudad de Peletier.

## Historia meteorológica

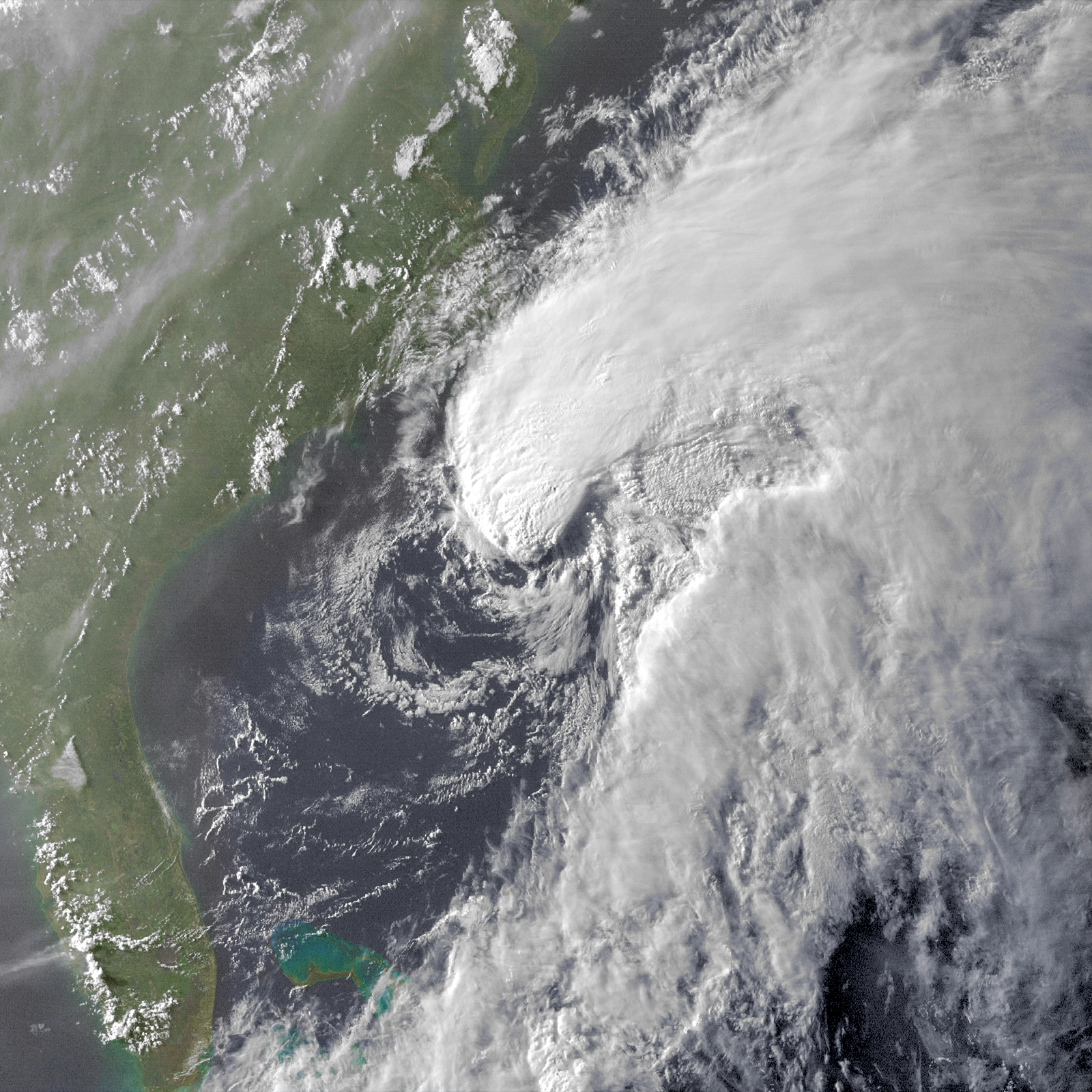
Beryl poco después de ser clasificado como una tormenta subtropical el 25 de mayo.

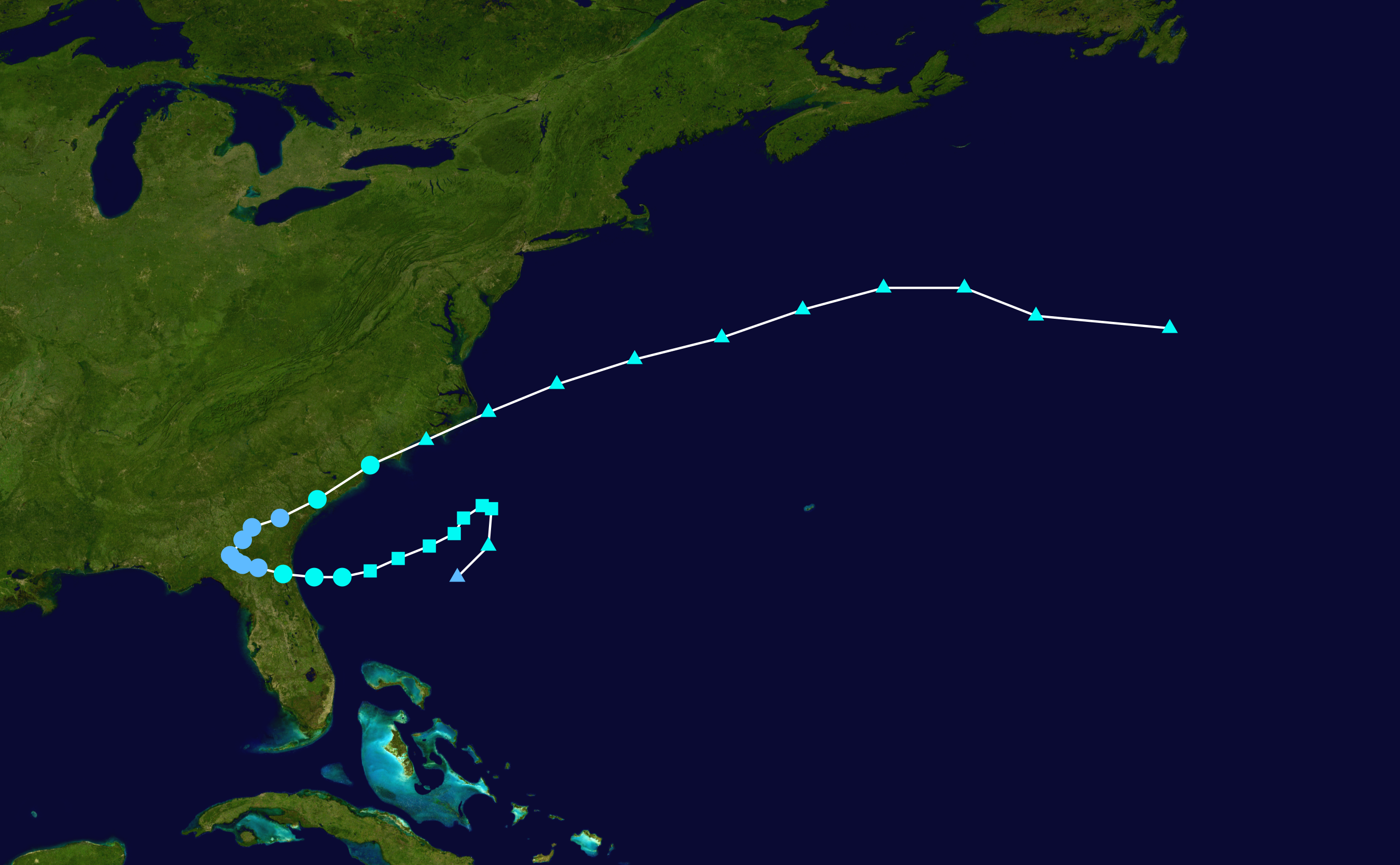
Trayectoria de Beryl

El 23 de mayo, una alargada zona de baja presión y tormentas eléctricas desorganizadas se formó sobre el noroeste del Mar Caribe y comenzó a moverse hacia el nordeste. Al pasar por la Isla de Cuba de la Isla de la Juventud, un centro de exposición de la circulación y la convección transitoria se señaló, debido a los efectos de la alta cizalladura del viento en toda la región. Al día siguiente, el sistema se extendió a ambos lados del Estrecho de la Florida, y el Centro Nacional de Huracanes señaló la posibilidad de que las condiciones cada vez más favorables en los próximos dos días. La baja se define mejor en los Cayos de la Florida como su nube patrón de consolidación, y se movía más en el Atlántico occidental en las próximas 24 horas, donde una banda de convección extiende a través de las Bahamas y Cuba envuelta alrededor de la orilla suroeste de la circulación. Después de continuar hacia el noreste, se desarrolló una circulación bien definida con la convección organizada, que se encuentra por debajo de su punto más bajo de nivel superior. Sobre la base de esto, el Centro Nacional de Huracanes (CNH) inició advertencias sobre la tormenta subtropical Beryl a las 0300 UTC el 26 de mayo, mientras que el ciclón fue de 305 millas (490 kilómetros) al este de Charleston, Carolina del Sur.
Después de la formación de Beryl, hubo un retroceso a través de Nueva Inglaterra que en un principio creó un ambiente de dirección débil. Aguas cálidas marginalmente y el aire seco se esperaba para evitar la intensificación significativa, y la convección fue mínima al 26 de mayo. Más tarde ese día, una cresta edificio causado Beryl para comenzar un movimiento constante al suroeste. El entorno próximo al centro de la tormenta se hizo más húmedo y el sistema comenzó a pasar por encima de las temperaturas más cálidas de la superficie marina, lo que permite aumentar la convección. El 27 de mayo, la tormenta comenzó a hacer la transición a un ciclón tropical, el cual termina a las 18.00 UTC de ese día. Como Beryl se acercaba el noreste de Florida, se convirtió en mejor organizado, con la convección aumentó en bandas alrededor del centro. A última hora del 27 de mayo, los cazadores de huracanes observados a nivel de vuelo de los vientos de 92 mph (148 km / h), lo que indica vientos máximos sostenidos de 70 mph (110 km / h), lo que sería la intensidad máxima de Beryl. Más o menos 0410 UTC el 28 de mayo, la tormenta tocó tierra cerca de Jacksonville Beach, Florida.
Después de mudarse a tierra, Beryl se debilitó rápidamente a depresión tropical. La depresión se desaceleró debido al debilitamiento de la cordillera por el norte, y un frente frío se volvió hacia el norte y noreste el 29 de mayo. A pesar de ser tierra adentro, Beryl retenido por convección suficiente para seguir siendo un ciclón tropical. Como Beryl se acercó al Océano Atlántico el 30 de mayo, su convección aumentó al sur y al este del centro, a pesar de la intrusión de aire seco y dio lugar a un aspecto irregular de las imágenes de satélite. El frente se acerca causado la depresión de acelerar hacia el noreste. La circulación de Beryl se convirtió alargada y su convección asociada extendido hacia el norte, lo que sugiere la transición a un ciclón extratropical. Por la tarde del 30 de mayo de Beryl se convirtió en extratropical, lo que provocó el CNH de suspender los avisos. La tormenta continuó hacia el noreste e interactuaron con otro ciclón extratropical al este de la costa atlántica de Canadá. Los restos de Beryl se intensificó el 3 de junio, mientras que la absorción de la tormenta de cerca, y el sistema combinado se volvió hacia el norte y luego hacia el oeste. El 5 de junio, una nueva tormenta en el este absorbe los restos de Beryl.

## Preparativos

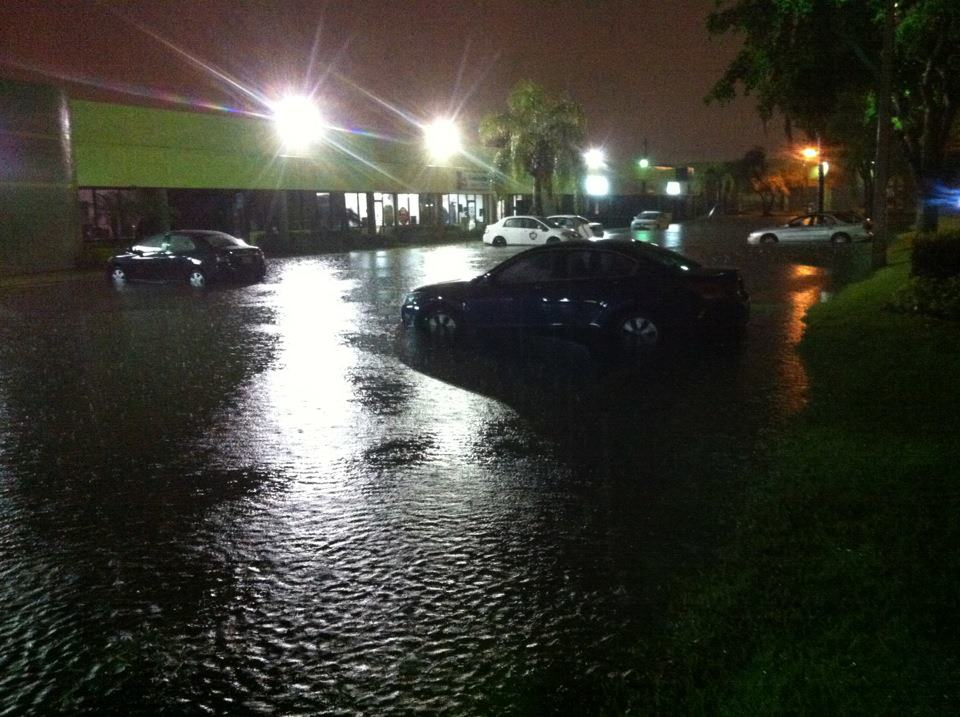
Inundación en Florida el 22 de mayo tras el paso de Beryl

Antes de convertirse en un ciclón tropical, Beryl produjo fuertes lluvias sobre Cuba, especialmente provincia de Sancti Spíritus, donde los meteorólogos informaron de más de 20 pulgadas (510 mm) de precipitación. Las lluvias causaron deslizamientos de tierra y obligó a más de 8.500 personas a evacuar sus hogares. Dos personas murieron después de tratar de cruzar ríos inundados. Inundaciones dañaron 1.109 casas y destruyeron otras 47. A pesar de las lluvias inundaron extensas zonas de campos de cultivo, la precipitación fue beneficiosa para volver a llenar los embalses en zonas afectadas por la sequía del país. Las fuertes lluvias, llegando a 9,7 en (250 mm) en el Aeropuerto Internacional de Miami, cayeron mucho antes de un disturbio tropical que se desarrolló en Beryl. El total fue la segunda más alta precipitación pluvial diaria jamás registrados en el mes de mayo en la estación. La lluvia causó inundaciones en las calles extensa, especialmente en Sweetwater y Doral, los conductores de varamientos y los viajeros por la tarde. Miami Dade College, se vio obligado a cancelar las clases por la mañana el 23 de mayo. Una banda de tormentas y lluvias torrenciales cruzó las Bahamas y se redujo a 9,7 en el (250 mm) de precipitación en Freeport, Grand Bahama. Las zonas bajas en New Providence se produjeron inundaciones. Los residentes informaron de que un tornado tocó tierra en Murphy Town, Ábaco, el poder y el derribo de líneas telefónicas, volcando vehículos y daños en los techos de tres edificios. Lluvia del sistema también se ve afectada de las Islas Berry, Ábaco, y Bimini, así como varios grupos de islas menores.

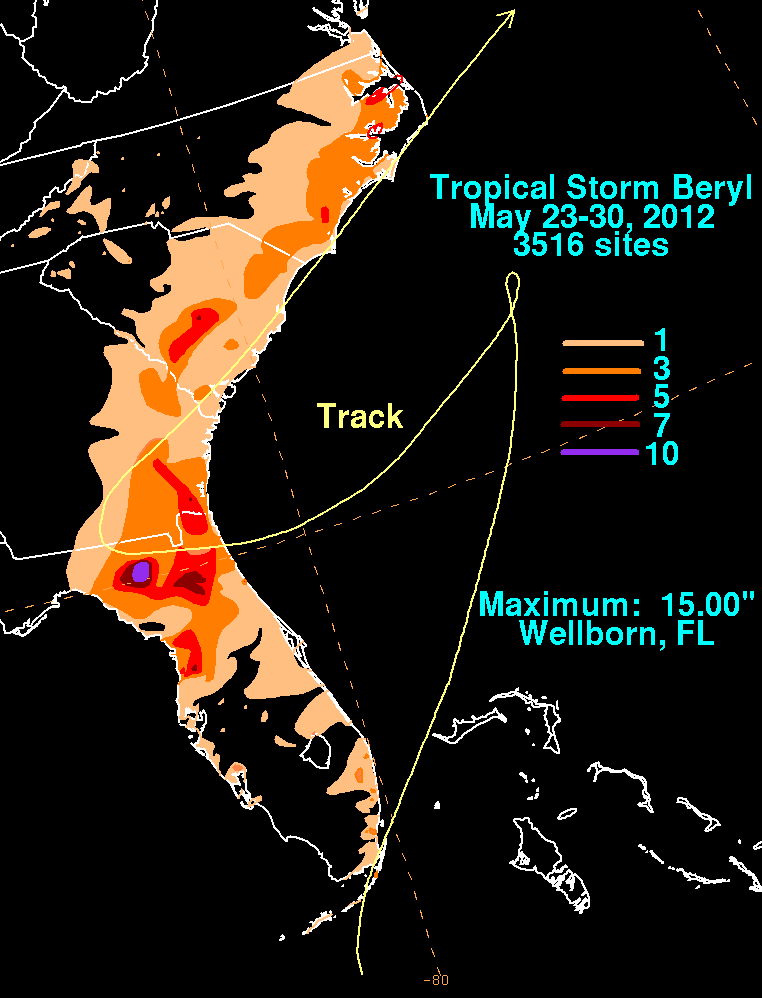
Lluvias totales producidas por la Tormenta Tropical Beryl en todo el sureste de Estados Unidos

Cuando el CNH emitió su primera advertencia, la agencia también emitió una advertencia de tormenta tropical desde la línea de Brevard / Condado de Volusia en la Florida para Edisto Beach, Carolina del Sur. Un aviso de tormenta tropical fue emitida hacia el norte hasta la desembocadura del río Santee, en Carolina del Sur. Horas antes de la tormenta se movió en tierra el 27 de mayo, las autoridades de la isla de Cumberland ordenó que todos los campistas evacuar la isla. El estado de emergencia fue emitida en Jacksonville, Florida, causando la terminación anticipada de un festival de jazz y eventos del Memorial Day. Todos los eventos del Memorial Day fueron cancelados en Clay County, Florida, debido a la tormenta. Cuando Beryl se trasladó a tierra, los aeropuertos alrededor de Jacksonville canceló todos los vuelos, excepto los de JetBlue Airways y Delta Air Lines.
En Folly Beach, Carolina del Sur, una persona desapareció después de nadar en el oleaje. Un adolescente murió en alta mar en Daytona Beach, Florida. Oleaje alto y corrientes de resaca causada socorristas en la región para restringir la natación en el océano. Cuando la tormenta se movió en tierra, Beryl produjo fuertes vientos en la costa, alcanzando un máximo de 54 mph (87 km / h) a los hugonotes Park en Jacksonville, cerca de Buck Island, reportó una ráfaga de viento máxima de 72 mph (117 km / h). Los vientos se le solicite el Puente y el Puente Mathews Wonderwood para cerrar. Derribaron líneas de alta tensión dejó cerca de 38.000 viviendas en Jacksonville sin electricidad. Debido a su movimiento lento, Beryl dejó caer fuertes lluvias en toda la Florida, alcanzando un máximo de 15,0 en el (380 mm) en Wellborn. Gainesville reportado en 3.25 (83 mm) el 28 de mayo, que rompió el récord anterior de precipitación diaria. Aeropuerto del Condado de Hernando batió su récord de precipitación diaria el 29 de mayo con un total de 3.65 en (93 mm), que también fue la mayor precipitación diaria hasta la fecha en el año 2012. En Jacksonville, inundaciones repentinas a lo largo de las zonas afectadas Creek Hogan, y las olas dañaron un malecón y muelles de algunos. Las aguas entraron un condominio y tres vehículos. Las inundaciones repentinas cubre una parte de EE. UU. Ruta 129 en el condado de Suwannee. Las lluvias extinguen el 80 por ciento de los 25 incendios forestales en el norte de Florida. Al sur de Jacksonville, la circulación externa de Beryl dio lugar a una corta vida EF0 tornado en Port Saint Lucie que causó daños menores en dos viviendas.
A pesar de la tormenta tocó tierra en Florida, su oleada de la tormenta inundó partes de St. Marys, Georgia. Las precipitaciones en el estado alcanzó un máximo de 7,04 en el (179 mm) en Woodbine. Las lluvias de Beryl era beneficioso en el alivio de las condiciones de sequía, a pesar de causar algunas inundaciones menores. Las ráfagas de viento a lo largo de la costa de Georgia alcanzó su punto máximo a 55 mph (89 km / h) en la Isla de Jekyll. Árboles caídos dañaron dos viviendas en el Condado de McIntosh, y en el Condado de Orangeburg, Carolina del Sur, un árbol al caer mató a un hombre que conducía en una carretera estatal. La ráfaga más intensa en Carolina del Sur fue de 46 mph (74 kmh) en Fort Johnson, a pesar de vientos más fuertes se produjeron cerca de la costa. Las lluvias en el estado alcanzó un máximo de 6,00 en el (152 mm) en el Condado de Jasper. Las mareas altas en el puerto de Charleston se hundió un barco, obligando a la tripulación que ser rescatados por la Guardia Costera. Después de Beryl comenzó a acelerarse hacia el noreste, lo dejó caer fuertes lluvias en las Carolinas, causando inundaciones aisladas cerca de Wilmington, Carolina del Norte. Más al norte, en Peletier, la tormenta generó un tornado EF1 en la escala de Fujita Mejorada que dañó 67 viviendas y destruyó otras 3 personas.
Cuando Beryl llegó a tierra en Jacksonville Beach, Florida, con 70 mph (110 km / h) los vientos, se convirtió en el más fuerte ciclón tropical al tocar tierra en los EE. UU. fuera de la temporada oficial de huracanes en el Atlántico. Beryl también fue la segunda tormenta tropical para formar antes del inicio de la temporada, que marcó sólo la ocurrencia como tercero desde que comenzaron los registros en 1851, y los otros dos casos fueron en 1887 y 1908.